# Cornelis Dusart

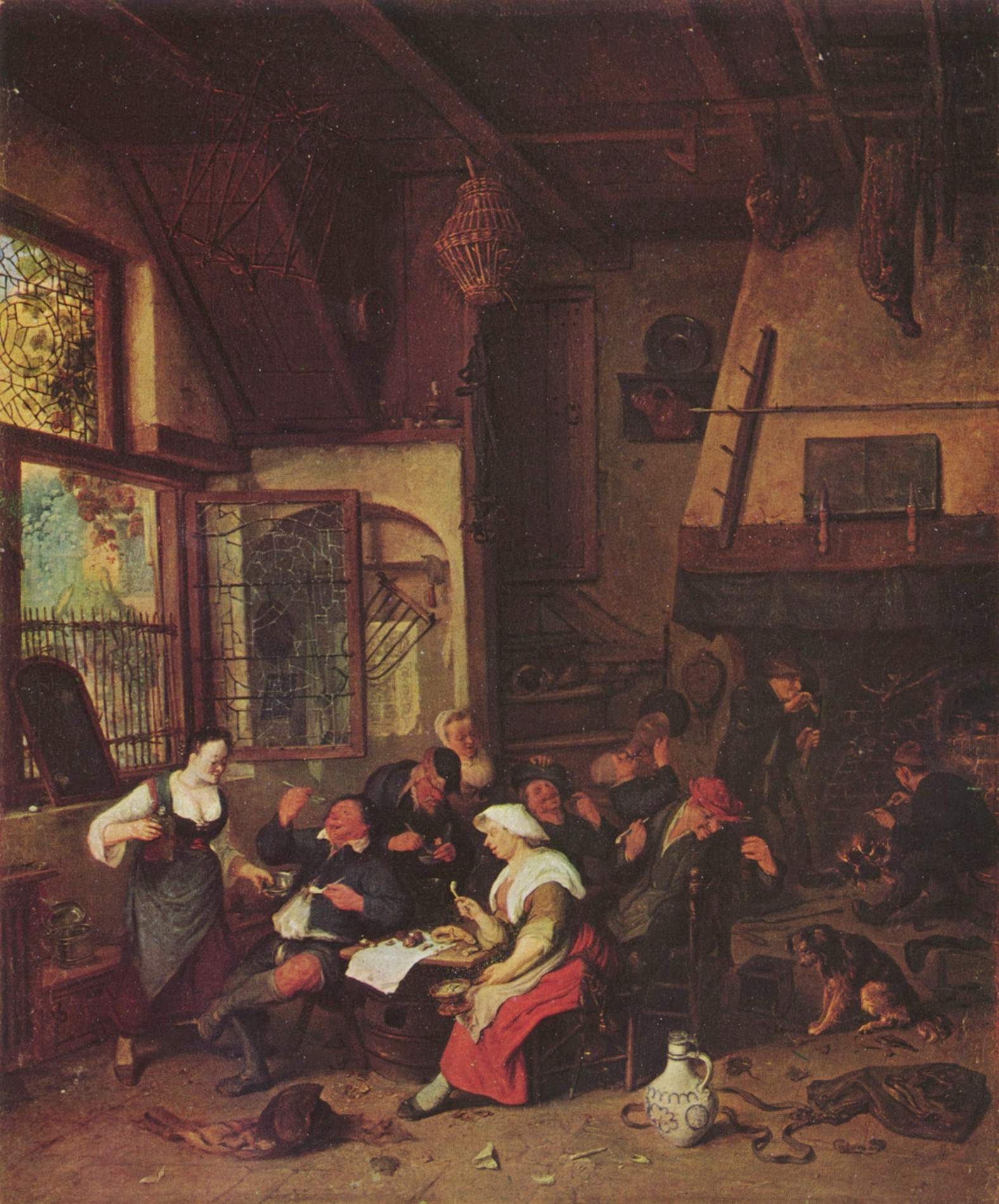
Scena w karczmie

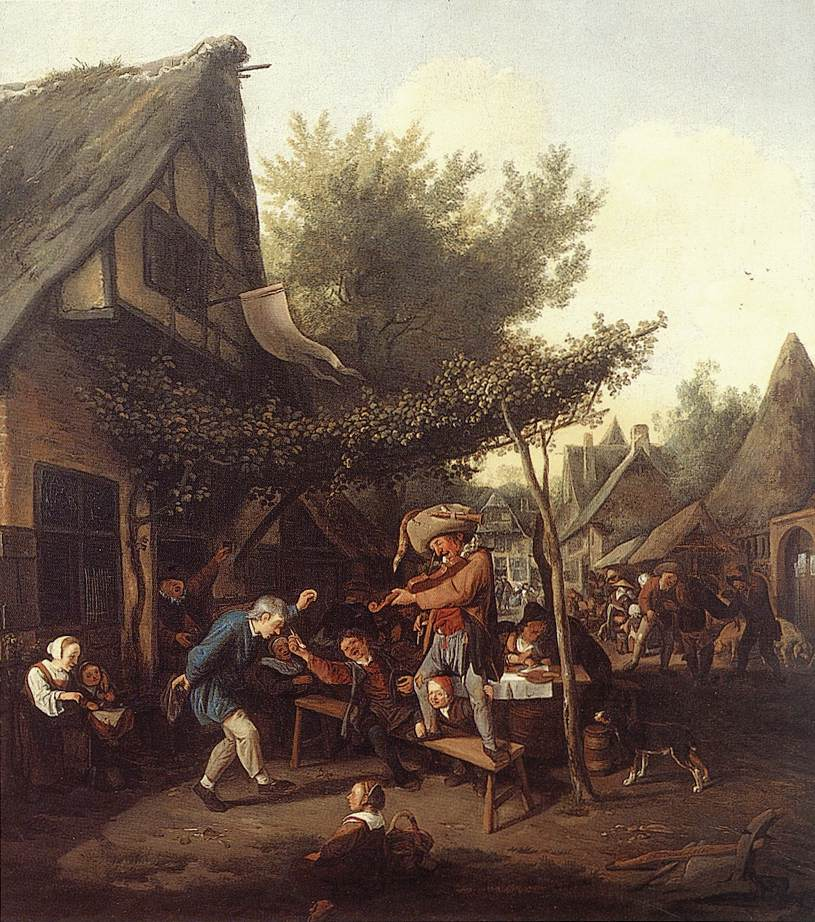
Wiejska zabawa

Cornelis Dusart (ur. 24 kwietnia 1660 w Haarlemie, zm. 1 października 1704 tamże) – holenderski malarz, grafik i kolekcjoner okresu baroku.
Cornelis urodził się w rodzinie Joana Dusarta, kompozytora i organisty w bazylice św. Bawona w Haarlemie. Był uczniem Adriaena van Ostadego. W 1679 wstąpił do gildii św. Łukasza, a w 1702 był jej dziekanem. W Haarlemie spędził całe swoje życie. Po śmierci Jana Steena przejął jego warsztat wraz z obrazami, które potem wykańczał i przerabiał.
Do końca życia pozostał pod wpływem twórczości swojego mistrza, malował głównie epizody z życia ludu, były to sceny rodzajowe z karczm, targowisk i zabaw ludowych. Jego, często balansujące na granicy sprośności, przedstawienia hulanek i pijaństw nie miały jednak charakteru moralizatorskiego, stanowiły raczej rodzaj satyry lub karykatury. Pomimo lekkiej tematyki prace Dusarta odznaczają się nienagannym warsztatem, żywą kolorystyką i indywidualizacją przedstawianych postaci.
Artysta był płodnym i wszechstronnym rysownikiem i grafikiem. Wykonał ponad setkę akwafort i mezzotint (cykle: Miesiące, Etapy życia ludzkiego, Pięć zmysłów).
W Muzeum Narodowym w Warszawie znajduje się obraz przypisywany Dusartowi, Oprawianie ryb na podwórzu.

## Wybrane dzieła
- Bójka wieśniaków przy karcianym stole (1697) – Drezno, Gemaeldegalerie,
- Gospoda wiejska – Haga, Mauritshuis,
- Grający na lirze korbowej – Frankfurt, Staedelches Kunstinstitut,
- Matka z dzieckiem w chłopskiej izbie (1679) – Drezno, Gemaeldegalerie,
- Scena w karczmie – Budapeszt, Muzeum Sztuk Pięknych,
- Szarlatan (1702) – Brema, Kunsthalle,
- Taniec przed karczmą (1684) – Haarlem, Centraal Museum,
- Wieśniacy grający w kręgle (1688) – Drezno, Gemaeldegalerie,
- Zagroda z osłem (1681) – St. Petersburg, Ermitaż.